# Saša Lukić
Pour les articles homonymes, voir Lukić.
Saša Lukić, né le 13 août 1996 à Šabac en Serbie, est un footballeur international serbe qui évolue au poste de milieu de terrain au Fulham FC.

## Biographie

### Carrière en club

#### Partizan Belgrade
Né à Šabac, Saša Lukić est formé au Partizan Belgrade, l'un des plus grands clubs de Serbie. Il signe son premier contrat professionnel le 13 août 2013, jour de son 17e anniversaire.

#### FK Teleoptik
En 2013, Saša Lukić est prêté au FK Teleoptik, club de deuxième division serbe, afin de s'y aguerrir. Il y fait ses débuts en professionnel, jouant en tout 21 matchs et inscrivant trois buts.

#### Retour au Partizan Belgrade
Après son prêt, il est de retour au Partizan, mais ne débute avec les professionnels que le 16 mai 2015, lors d'un match de championnat contre le FK Novi Pazar, où les deux équipes se neutralisent (1-1). Il réalise deux apparitions lors de cette saison 2014-2015, ce qui lui permet de gagner son premier titre, en étant sacré champion de Serbie. Il inscrit son premier but pour son club formateur le 8 août 2015, lors de la quatrième journée du championnat face au FK Spartak Subotica, où le Partizan remporte la partie par deux buts à un.

#### Torino
Le 29 juillet 2016, il s'engage avec le Torino FC. Il fait ses débuts sous ses nouvelles couleurs le 17 octobre 2016, contre l'US Palerme. Ce jour-là, il entre à la place de Mirko Valdifiori, et le Torino l'emporte (1-4).

#### Levante
Le 15 août 2017, il est prêté pour la saison 2017-2018 à Levante UD, équipe promue en Liga. Il joue en tout 18 matchs pour le club espagnol.

#### Retour au Torino
Saša Lukić est de retour au Torino pour la saison 2018-2019. Il inscrit son premier but pour le Torino cette saison-là, le 3 mai contre la Juventus de Turin. Titulaire, il ouvre le score mais son équipe est finalement rejointe en fin de match (1-1 score final). Walter Mazzarri le fait alors jouer plus régulièrement, tout comme son successeur, Davide Nicola, Lukić s'impose alors durablement dans l'équipe première.
Ses bonnes prestations attirent plusieurs formations lors de l'été 2021, mais pour Ivan Jurić, nouvel entraîneur du Torino depuis mai 2021, Lukić est intransférable.

#### Fulham FC
Le 31 janvier 2023, lors du dernier jour du mercato hivernal, Saša Lukić rejoint l'Angleterre afin de s'engager en faveur du Fulham FC. Il signe un contrat courant jusqu'en juin 2027, plus une année supplémentaire en option.
Lukić marque son premier but pour Fulham le 16 mars 2024, lors d'une rencontre de championnat face à Tottenham Hotspur. Titulaire, il participe à la victoire de son équipe par trois buts à zéro,.

### En sélection nationale
Saša Lukić représente la Serbie en sélection. Il commence avec les moins de 17 ans, jouant au total onze matchs et marquant deux buts entre 2012 et 2013.
Saša Lukić joue son premier match avec l'équipe de Serbie espoirs le 8 septembre 2015, contre la Lituanie. Ce jour-là, il entre en jeu à la place de Nemanja Maksimović, et son équipe s'impose par cinq buts à zéro. Le 7 octobre 2016, pour sa sixième sélection avec les espoirs face à l'Irlande, il inscrit son premier but et les Serbes l'emportent (1-3). Il fait partie de l'équipe qui participe à l'Euro 2017 Espoirs qui a lieu en Pologne. Lors de cette compétition, il ne joue qu'un seul match, face à  l'Espagne.
Le 24 mars 2017, il figure pour la première fois sur le banc des remplaçants de l'équipe nationale A, sans entrer en jeu, lors d'une rencontre face à la Géorgie. Ce match gagné 1-3 rentre dans le cadre des éliminatoires du mondial 2018. Le 7 septembre 2018, il honore sa première sélection avec la Serbie, lors d'une rencontre de Ligue des nations remportée par son équipe sur le score de un à zéro face à la Lituanie.
Le 11 novembre 2022, il est sélectionné par Dragan Stojković pour participer à la Coupe du monde 2022.
Il est retenu dans la liste des 26 joueurs serbes du sélectionneur Dragan Stojković pour participer à l'Euro 2024.

## Palmarès
Partizan Belgrade
- Champion de Serbie en 2015.
- Vainqueur de la Coupe de Serbie en 2016.